# Cyclothea disjuncta
Cyclothea disjuncta är en fjärilsart som beskrevs av Walker 1861. Cyclothea disjuncta ingår i släktet Cyclothea och familjen mätare. Inga underarter finns listade i Catalogue of Life.